# Tamanché
Tamanché är en ort i Mexiko.   Den ligger i kommunen Mérida och delstaten Yucatán, i den östra delen av landet, 1 000 km öster om huvudstaden Mexico City. Tamanché ligger 8 meter över havet och antalet invånare är 587.
Terrängen runt Tamanché är mycket platt. Runt Tamanché är det ganska tätbefolkat, med 116 invånare per kvadratkilometer. Närmaste större samhälle är Mérida, 18,4 km söder om Tamanché. Omgivningarna runt Tamanché är en mosaik av jordbruksmark och naturlig växtlighet.